# 岳阳洞庭湖旅游度假区
岳阳洞庭湖旅游度假区，原名岳阳南湖风景区，为中华人民共和国湖南省岳阳市下辖的县级行政管理区，面积35平方公里，人口3.2万。除行政、财税外，其他事务包括民事、区划与统计等全部归入岳阳楼区。

## 概况
南湖位于岳阳楼区南部，古称㴩湖，为岳阳楼洞庭湖国家级风景名胜区的重要组成部分。1992年6月设中国龙舟文化开发区，10月湖南省人民政府批准设立岳阳南湖旅游度假区，1998年4月，岳阳高新技术产业开发区并入。2000年，岳阳市成立南湖风景区，与南湖旅游度假区合署办公。2011年10月岳阳南湖旅游度假区更名为岳阳洞庭湖旅游度假区。

## 行政区划
岳阳南湖风景区辖三个街道：
- 南湖街道
- 湖滨街道
- 求索街道

## 管理机构
- 中国共产党岳阳市委员会南湖风景区工作委员会（简称南湖风景区党工委，为中共岳阳市委的派出机构）
  - 书记：王伊亮
  - 副书记：李美云
  - 委员：李军辉、邓有根、夏金城、余格尧、李征兵、姜华、张朝东
- 岳阳南湖风景区管理委员会（为岳阳市人民政府派出机构）
  - 主任：李美云
  - 副主任：李军辉、邓有根、夏金城、李精明、余格尧

## 经济
2010年岳阳南湖风景区的生产总值为17.29亿元人民币。经济以旅游休闲度假等第三为主。